# Vinaixa
Vinaixa – gmina w Hiszpanii, w prowincji Lleida, w Katalonii, o powierzchni 37,32 km². W 2011 roku gmina liczyła 572 mieszkańców.
Główną atrakcją jest kościół św. Jana Chrzciciela w stylu romańsko-cysterskim. Mieści kilka malowideł romańskich i gotyckich.